# Karel Oliva (1958)
Karel Oliva (* 26. listopadu 1958 Louny) je český jazykovědec a vysokoškolský pedagog. Odborně se zabývá matematickou lingvistikou a formální syntaxí. V letech 2003–2016 působil jako ředitel Ústavu pro jazyk český Akademie věd. V současné době je činný na katedře informatiky Přírodovědecké fakulty Univerzity J. E. Purkyně v Ústí nad Labem.

## Profesní životopis
Po maturitě na gymnáziu v Praze vystudoval na Matematicko-fyzikální fakultě UK obor informatika se specializací na matematickou lingvistiku. V rozmezí let 1983 až 1988 byl interním aspirantem této fakulty. Svoji dokončenou disertační práci však mohl obhájit až osm let po sametové revoluci, tedy v roce 1997, na Filozofické fakultě UK.
Ještě v lednu roku 1989 odešel Karel Oliva ilegálně do Bulharska. Tam pracoval jako vědecký pracovník sekce matematické lingvistiky Koordinačního centra pro informatiku a výpočetní techniku Bulharské akademie věd. V říjnu roku 1989 svůj pobyt v Bulharsku zlegalizoval.
V Ústavu matematické lingvistiky Sárské univerzity v Saarbrückenu působil Oliva od dubna roku 1990 do roku 2001. Tady se také v roce 2001 habilitoval v oboru všeobecná lingvistika. Od listopadu roku 2001 do roku 2006 působil v oddělení matematické lingvistiky Rakouského ústavu pro výzkum umělé inteligence (OeFAI) ve Vídni. Funkci ředitele Ústavu pro jazyk český AV ČR zastával v období od června 2003 do září 2016. Po ukončení jeho ředitelského mandátu nemělo nové vedení ústavu zájem o jeho další působení v instituci. Oliva se od té doby věnuje především aktivitám popularizujícím jazykovědu a jazykovědné znalosti, je mj. autorem téměř 400 scénářů k rozhlasovému pořadu Slovo nad zlato, v němž také vystupoval spolu s moderátorem Janem Rosákem, a také autorem více než 150 pořadů z cyklu Uzlíky na jazyku na internetové televizi Stream.cz.
Karel Oliva se odborně zajímá o formální syntax přirozených jazyků, jakož i o inovativní přístupy, které vedou k praktickým (tj. počítačovým) aplikacím. V časopisech a sbornících odborných konferencí publikoval přes 90 původních vědeckých prací. Během svého pestrého profesního působení zastával i funkce vedoucích výzkumných týmů. Oliva je spoluautorem implementací řady softwarových celků (mimo jiné např. korektoru české gramatiky pro Microsoft Office).
Hovoří anglicky, bulharsky, italsky, německy a rusky, částečně ovládá i řadu dalších jazyků.